# Energía para Educación
El programa Energía para Educación es un programa del gobierno de Chile nace el año 2006 como respuesta al compromiso con el desarrollo de las sociedades, y considerando la educación como eje principal. Su propósito es colaborar en la generación de mayores oportunidades para niños y jóvenes del país, en pos de buscar vías tendientes a mejorar la calidad de formación escolar, apoyando la labor de los establecimientos educacionales pertenecientes a la Red de Escuelas, localizadas entre las regiones de Tarapacá y de los Ríos. Actualmente el programa apoya a 40 establecimientos educacionales, beneficiando a 7.000 alumnos y a 490 profesores.

El Programa Energía para la Educación tiene como énfasis el desarrollo de estrategias específicas vinculadas a la enseñanza de la comunicación oral, técnicas en lectura y escrituras, además de estrategias en desarrollo de problemas de matemáticas en el aula y en el hogar.

## Actividades
Las principales actividades que desarrolla el Programa Energía para Educación están enfocadas en tres áreas; equipamiento, capacitación y apoyo familiar.

En equipamiento el programa realiza entrega de recursos a los alumnos para apoyar su rendimiento escolar, tales como; útiles escolares, agendas, material para complementar los ramos de Comunicación y Matemática, bibliotecas de Aula, entre otros. 

Los profesores de las Escuelas que pertenecen a la red son capacitados por instituciones académicas reconocidas, estas van directamente a potenciar y apoyar su gestión en el aula, esta actividad se realiza en coordinación con los Departamentos de Educación de cada comuna.

En apoyo Familia, el programa tiene actividades orientadas a la familia, charlas de energía, obras de teatro, entre otras.

Este programa de Responsabilidad Social Empresarial se inició el año 2006 y es impulsado por Endesa Chile. 